# Szczepan Jeleński
Szczepan Jeleński, ps. Bohdan Katerwa (ur. 22 grudnia 1881 w Warszawie, zm. 27 maja 1949 w Poznaniu) – polski inżynier i pisarz, popularyzator nauki.

## Życiorys
Urodził się 22 grudnia 1881 w Warszawie, w rodzinie Jana Jeleńskiego i Ludwiki z Czajewskich. Ukończył gimnazjum w Warszawie i Politechnikę Warszawską. W latach 1904–1907 był redaktorem „Dziennika dla Wszystkich”, w latach 1909–1913 redaktorem „Roli”.
Podczas I wojny światowej był członkiem zarządu głównego Koła Międzypartyjnego w Warszawie jako delegat Stronnictwa Chrześcijańsko- Demokratycznego.
W okresie międzywojennym był dyrektorem Księgarni św. Wojciecha w Poznaniu. Ponadto był:
- członkiem zarządu Polskiego Towarzystwa Wydawców Książek,
- członkiem rady Polskiego Związku Wydawców Dzienników i Czasopism,
- redaktorem tygodnika ilustrowanego „Tęcza”[1].

## Twórczość
- Urwis (1918) – komedia;
- Igraszki z ogniem – komedia;
- Przechodzień (1921) – nastrojowa sztuka;
- Lilavati[2] (1926; anegdoty, gry, ciekawostki, zadania matematyczne)
  - wznawiana w wyd. WSiP, Warszawa (w r. 1971 - wyd. siódme);
  - następnie Poznań, 1982;
- Śladami Pitagorasa[3] (1928; idem);
  - w latach 1960. tytuł posłużył teleturniejowi;
  - wznowiona w wyd. WSiP, Poznań, 1988;
- Pod strażą Sfinksa;
- Płomienne serca, wyd. Pelikan.

Uprawiał też publicystykę o tematyce religijnej:
- O siódmej godzinie – opowieść ewangeliczna;
- Woda żywa;
- Mała Miriam[4]).

Jego książki popularyzujące matematykę (Lilavati i Śladami Pitagorasa) uznawane są za prekursorskie i nadal wznawiane.
Wszystkie jego utwory objęte były w 1951 roku zapisem cenzury w Polsce, podlegały natychmiastowemu wycofaniu z bibliotek; później jednak zapis częściowo cofnięto i Lilavati oraz Śladami Pitagorasa w PRL wznawiano.